# 小寺次郎
小寺 次郎（こでら じろう、1953年6月28日 - ）は、日本の外交官。国連大使、国際情報統括官、外務省欧州局長、駐サウジアラビア特命全権大使等を務めた。

## 来歴・人物
北海道磯谷郡蘭越町出身。東京教育大学附属駒場高等学校（現：筑波大学附属駒場高等学校）を経て、1977年に一橋大学経済学部を卒業し、外務省入省。外務大臣秘書官等を経て、1999年に篠田研次の後任としてロシア課長に就任。
北方領土問題では「四島一括返還論」の主張者で、外務省に大きな影響力のあった鈴木宗男衆議院議員（のちに賄賂罪で懲役）らが唱えた「二島先行返還論」に抵抗したため、2001年に鈴木の意を受けた東郷和彦欧州局長（後に大使免官）の意向で欧州局ロシア課長を解職され、駐イギリス公使への転出が決まり5月7日に渡英した。しかし直後に田中眞紀子外務大臣により人事が凍結、機内で帰国命令を受け、ロンドン・ヒースロー空港に到着した5月8日に現地の大使館員から帰路のチケットを受け取り帰国。外相から「引き続きロシア課長をやってほしい」と要請され、5月10日深夜にロシア課長へ復帰する人事が発令された。
その後オーストラリア公使を経て、2006年から2008年まで国連大使。2008年に本省に戻り国際情報統括官就任。2009年には赤坂御用地の東宮仮御所で皇太子徳仁親王および皇太子徳仁親王妃雅子に、国際情勢についての進講を行った。2010年外務省欧州局長。その後駐サウジアラビア特命全権大使等を務めたが、体調不良により2015年退官。

## 経歴
- 1953年 - 北海道出身
- 1972年 - 東京教育大学附属駒場高等学校（現：筑波大学附属駒場高等学校）卒業
- 1977年 - 一橋大学経済学部卒業、外務省入省、条約局法規課配属[4]
- 1978年 - ロシア語在外研修（英国、ソ連）[4]
- 1981年 - 在ソビエト連邦日本大使館二等書記官[4]
- 1983年 - 条約局国際協定課[4]
  - 欧亜局ソヴィエト連邦課長補佐[4]
  - 条約局法規課首席事務官[4]
- 1990年 - 在ロシア日本国大使館一等書記官
- 1993年 - 在アメリカ合衆国日本国大使館参事官
- 1996年7月 - 外務省総合外交政策局企画課長
- 1997年 - 外務省経済局国際経済第一課長
- 1998年8月 - 外務大臣秘書官事務取扱
- 1999年10月 - 外務省欧亜局ロシア課長
- 2001年
  - 3月 - 在英国日本国大使館公使（イギリス国際戦略研究所）
  - 5月 - 外務省欧州局ロシア課長
- 2002年
  - 3月 - 外務省欧州局参事官
  - 外務省大臣官房参事官（監察査察担当）
  - 7月 - 在オーストラリア日本国大使館公使
- 2005年7月 - 国際連合日本政府代表部公使
- 2006年 - 国際連合日本政府代表部大使
- 2008年7月 - 外務省国際情報統括官
- 2010年8月 - 外務省欧州局長
- 2012年
  - 9月11日 - 外務省大臣官房付
  - 11月26日 - 駐サウジアラビア特命全権大使
- 2014年12月19日 - 特命全権大使
- 2015年12月15日 - 退官
- 2016年2月1日 - りそな総合研究所理事・顧問（情勢分析）[5]

## 同期
- 秋元義孝（12年駐オーストラリア大使・10年儀典長）[6]
- 佐野利男（13年軍縮会議代表部大使・10年駐デンマーク大使・08年軍縮不拡散・科学部長）
- 鈴木敏郎（13年駐エジプト大使・12年中東・北アフリカ諸国情勢担当大使・10年駐シリア大使・08年中東アフリカ局長）
- 梅本和義（13年国連次席大使・12年内閣官房副長官補・11年駐スイス大使・08年北米局長）
- 長崎輝章（13年駐バチカン大使・10年駐グアテマラ大使）
- 太田清和（10年シアトル総領事）
- 佐藤悟（11年駐スペイン大使・10年外務報道官・08年中南米局長）
- 八木毅（12年駐印大使兼ブータン大使・10年経済局長）
- 長嶺安政（13年外務審議官（経済）・12年駐オランダ大使・10年国際法局長）
- 深田博史（13年駐ベトナム大使・10年駐セネガル大使・08年領事局長）
- 川田司（11年駐アルジェリア大使・10年領事局長）
- 角茂樹（11年駐バーレーン大使・08年国連大使）
- 井上進（11年駐コートジボワール大使）
- 小池政行（日本赤十字看護大学教授）
- 佐渡島志郎（11年駐バングラデシュ大使・10年国際協力局長）
- 花田吉隆（11年駐東ティモール大使）
- 杉山晋輔（13年外務審議官（政務）・11年アジア大洋州局長・08年地球規模課題審議官）
- 高原寿一（12年駐チュニジア大使）
- 手塚義雅（12年駐トリニダード・トバゴ大使）